# 10월 26일
10월 26일은 그레고리력으로 299번(윤년일 경우 300번째) 날에 해당한다.
국제적으로 노르웨이의 독립, 월트 디즈니 컴퍼니의 창립, 레이테 만 해전 종료와 함께 이라크 레반트 이슬람 국가의 수괴 아부 바크르 알 바그다디의 사살과 미얀마의 마약왕 쿤사의 사망 등 여러 사건들이 있지만 유독 한국사에서 이날에 벌어졌던 사건들이 이후에 역사를 바꿀 정도로 큰 영향을 미쳤다.
명량대첩과 청산리 전투에서 최종적으로 승리한 날이고 병인양요, 안중근 의사 하얼빈 의거, 초산 전투, 10.26 사건이 있었으며, 박근혜 정부 퇴진 운동의 시발점이 된 날이기도 하다. 박정희, 노태우 전 대통령의 사망일이자 최규하 전 대통령의 영결식이 있었던 날이기도 하다.
마이클 조던의 NBA 커리어 첫 번째 경기가 펼쳐졌다.

## 사건
- 1597년 - 정유재란 당시 이순신 장군이 울돌목 일대에서 일본군을 격퇴시킴. (명량대첩)
- 1866년 - 프랑스의 조선 침략, 병인양요 중 문수산성전투 발생.
- 1905년 - 노르웨이가 스웨덴에서 독립.
- 1909년 - 독립운동가 안중근이 하얼빈역에서 이토 히로부미를 사살. (이토 히로부미 저격 사건)
- 1920년 - 청산리 전투에서 한국독립군이 승리.
- 1955년 -
  - 베트남 공화국(남베트남)의 성립.
  - 오스트리아가 오스트리아 국가 조약을 통해 영세 중립국임을 선언함.
- 1979년 - 대한민국에서 김재규 중앙정보부장에 의해 10·26 사건이 일어남. 이로 인해 박정희 대통령 피살.
- 2004년 - 강원도 중부전선에서 DMZ 3중철책 절단사건이 벌어지다.
- 2006년 - 대한민국의 유명한 프로레슬링 선수였던 김일 사망하다.
- 2011년 - 대한민국 선거관리위원회 홈페이지 DDoS 공격을 표면에 내세운 부정선거 사건이 발생함.
- 2012년 - 마이크로소프트에서 윈도우 8 출시
- 2013년 - 일본 후쿠시마현 북쪽 미야기현 오사카군 동남쪽 290 km 해역에서 떨어진 해역에서 규모 7.1의 강진이 발생하였고, 이로 인해 도쿄를 비롯한 수도권에서 건물이 흔들림이 감지되었다.
- 2015년 - 대한민국 경상북도 상주시에서 터널 폭발사고가 발생하다.
- 2016년 - 박근혜 대통령 퇴진 운동이 시작되다.

## 문화
- 1979년 - 삽교방조제 준공 및 KBS 당진 송신소 개소.
- 1988년 - KBO 리그 한국시리즈 6차전에서 해태 타이거즈가 빙그레 이글스를 4대 1로 꺾고 시리즈 전적 4승 2패로 통산 4번째 우승을 달성하였다. 1986년 한국시리즈, 1987년 한국시리즈에 이은 3연패이다.
- 1993년 - KBO 리그 한국시리즈 7차전에서 해태 타이거즈가 삼성 라이온즈를 4대 1로 꺾고 시리즈 전적 4승 3패로 1991년 이후 2년만에 통산 7번째 우승을 달성하였다.
- 2002년 - 대한민국 부산광역시에서 2002년 아시아태평양장애인경기대회가 개막되다. (~ 11월 1일)
- 2003년 - 롯데월드에 아트란티스가 개장하였다.
- 2012년 - 마이크로소프트에서 윈도우 8이 발표되었다.
- 2019년 - KBO 리그 한국시리즈 4차전에서 두산 베어스가 키움 히어로즈를 11대 9로 꺾고 시리즈 전적 4승으로 2016년 이후 3년만에 통산 6번째 우승을 달성하였다.
- 2022년 - 넥슨에서도 그랜드체이스 클래식 서비스를 시작되었다.

## 탄생
- 1685년 - 이탈리아의 작곡가 도메니코 스카를라티. (~1757년)
- 1803년 - 조선 후기의 실학자 최한기. (~1879년)
- 1850년 - 대한민국의 정치인 이상재. (~1927년)
- 1855년 - 일본의 외무관료 고무라 주타로. (~1911년)
- 1880년 - 러시아의 소설가 안드레이 벨리. (~1934년)
- 1884년 - 홍콩의 제19대 총독 앤드류 칼데콧. (~1951년)
- 1889년 - 중국의 지질학자 리쓰광. (~1971년)
- 1893년
  - 대한민국 정치인 임병직. (~1976년)
  - 미국의 장군 올리버 P. 스미스. (~1977년)
- 1896년 - 대한민국의 독립운동가·정치인 이인. (~1979년)
- 1916년 - 프랑스의 대통령 프랑수아 미테랑. (~1996년)
- 1919년 - 이란의 황제 리처드 스탠리 피터스. (~1980년)
- 1923년 - 대한민국의 정치인 강문봉. (~1988년)
- 1926년 - 독일의 축구 선수 베른하르트 클로트. (~1996년)
- 1928년 - 대한민국의 의학자, 바이러스 과학자 이호왕. (~2022년)
- 1929년
  - 대한민국의 피아니스트 겸 작곡가 최창권. (~2008년)
  - 대한민국의 문학평론가 겸 역사학자 임종국. (~1989년)
- 1930년 - 대한민국의 가수 나애심. (~2017년)
- 1933년 - 대한민국의 군인 출신 정치가 이준섭. (~2015년)
- 1938년 - 대한민국의 야구 선수, 야구 감독 김동엽. (~1997년)
- 1939년 - 대한민국의 정치인 김문곤. (~2015년)
- 1942년 - 잉글랜드의 배우 밥 호스킨스. (~2014년)
- 1945년 - 대한민국의 외무공무원 이태식.
- 1947년 - 미국의 정치인 힐러리 클린턴.
- 1948년 - 대한민국의 정치인 우제항.
- 1951년 - 미국의 화가, 영화감독 줄리언 슈나벨.
- 1954년 - 대한민국의 정치인 김성동.
- 1955년 - 대한민국의 시인 김혜순.
- 1956년 - 대한민국의 언론인 김백.
- 1959년
  - 대한민국의 정치인 박겸수.
  - 볼리비아의 정치인 에보 모랄레스.
- 1962년 - 대한민국의 전 야구 선수 박노준.
- 1963년
  - 대한민국의 배우 옥주리.
  - 잉글랜드의 축구 선수 크레이그 셰익스피어. (~2024년)
- 1964년 - 대한민국의 야구 심판 오석환.
- 1965년 - 홍콩의 배우, 가수 곽부성.
- 1968년 - 크로아티아의 전 축구 선수 로베르트 야르니.
- 1969년 - 잉글랜드의 전 축구 선수 사리나 비흐만.
- 1971년
  - 대한민국의 모델 이석준.
  - 미국의 배우 로즈메리 디윗.
- 1972년 - 프랑스의 소설가 샨사.
- 1973년
  - 미국의 배우 세스 맥팔레인.
  - 대한민국의 아나운서 박진희.
- 1974년
  - 대한민국의 성우 김지영.
  - 대한민국의 배우 오나라.
- 1975년
  - 일본의 성우 코니시 히로코.
  - 대한민국의 인권 운동가 오태양.
- 1976년
  - 대한민국의 성우 김지영.
  - 일본의 바둑 기사 다카오 신지.
- 1977년 - 대한민국의 가수 이성재.
- 1978년
  - 말레이시아의 가수 파이잘 타히르.
  - 미국의 종합격투기 선수 CM 펑크.
- 1979년
  - 대한민국의 전 야구 선수 송원국.
  - 일본의 전 축구 선수 호리노우치 사토시.
- 1980년 - 대한민국의 래퍼 장석현 (샵).
- 1981년 - 대한민국의 전 축구 선수 김지혁.
- 1982년
  - 대한민국의 음악가, 피아니스트 안준하.
  - 대한민국의 전 축구 선수, 축구 지도자 신수진.
- 1983년
  - 대한민국의 배우 박소리.
  - 프랑스의 권투 선수 케다피 젤키르.
- 1984년
  - 미국의 피겨 스케이팅 선수 사샤 코헨.
  - 중화인민공화국의 배우, 가수 치웨이.
- 1985년 - 대한민국의 배우 신의진.
- 1986년
  - 대한민국의 전직 스타크래프트, 프로게이머 이학주.
  - 대한민국의 피아노 연주자 임현정.
  - 미국의 래퍼 스쿨보이 큐.
  - 영국의 배우 에밀리아 클라크.
- 1987년 - 대한민국의 여행, 유튜버 빠니보틀.
- 1988년
  - 대한민국의 작곡가 신용수.
  - 대한민국의 배우 강유진.
- 1989년 - 중화인민공화국의 축구 선수 츠중궈.
- 1990년
  - 대한민국의 모델 백지원.
  - 러시아 태생 대한민국의 바이애슬론 선수 예카테리나 아바쿠모바.
- 1991년
  - 대한민국의 정치인 전용기.
  - 대한민국의 배우 지이수.
  - 일본의 배우 이이다 리호.
- 1992년 - 대한민국의 전직 스타크래프트 프로게이머 박준용.
- 1993년 - 대한민국의 래퍼 키드밀리.
- 1994년
  - 대한민국의 가수 김동현.
  - 대한민국의 가수 윤준원 (더 맨 블랙).
  - 미국의 축구 선수 조던 모리스.
  - 영국의 육상 선수 매슈 허드슨스미스.
- 1995년
  - 일본의 가수 유타 (NCT).
  - 대한민국의 전 리그 오브 레전드 프로게이머 사석찬.
- 1997년 - 대한민국의 인디 가수 정우.
- 1998년
  - 대한민국의 리그 오브 레전드 프로게이머 프라우드.
  - 미국의 배우 서맨사 이슬러.
- 1999년 - 대한민국의 야구 선수 이병헌.
- 2000년 - 대한민국의 가수 홍다연.
- 2001년
  - 대한민국의 축구 선수 정수환.
  - 일본의 바둑 기사 우에노 아사미.
- 2002년
  - 대한민국의 가수 이은상 (X1).
  - 대한민국의 가수 정사강.
  - 대한민국의 가수 박소은.
- 2003년 - 대한민국의 농구 선수 신예영.
- 2004년 - 대한민국의 가수 소정.

### 미상
- 대한민국의 가수 원미.

## 사망
- 899년 - 영국의 왕 앨프레드 대왕. (849년~)
- 1597년 - 일본의 무장 구루시마 미치후사. (1561년~)
- 1909년 - 일본의 정치가 이토 히로부미. (1845년~)
- 1944년 - 한국의 좌익운동의 신화 이재유. (1905년~)
- 1972년 - 러시아계 미국인이자 시코르스키 항공의 설립자 이고르 시코르스키. (1889년~)
- 1973년 - 소련의 군인 세묜 부됸니. (1883년~)
- 1979년
  - 대한민국의 제5-9대 대통령 박정희. (1917년~)
  - 대한민국의 군인, 정치인 차지철. (1934년~)
- 1987년 - 대한민국의 의사 출신 정치가 정희섭. (1920년~)
- 1989년 - 미국의 생화학자 찰스 J. 피더슨. (1904년~)
- 1992년 - 대한민국의 이론화학자 이태규. (1902년~)
- 2000년 - 대한민국의 문학 평론가 김병걸. (1924년~)
- 2001년 - 아프가니스탄 무자헤딘 지휘관 겸 정치인 압둘 하크. (1958년~)
- 2006년 - 대한민국의 프로레슬링 선수, 체육인 김일. (1929년~)
- 2010년 - 점쟁이 문어 파울. (2008년~)
- 2013년 - 대한민국의 연출감독 장형일. (1938년~)
- 2014년 - 대한민국의 색소폰 연주가 정성조. (1946년~)
- 2018년 - 대한민국의 컴퓨터 공학자 고건. (1948년~)
- 2019년 - 이슬람 국가의 최고지도자 아부 바크르 알바그다디. (1971년~)
- 2021년
  - 대한민국의 제13대 대통령 노태우. (1932년~)
  - 스코틀랜드의 축구 선수 월터 스미스. (1948년~)
- 2022년 - 프랑스의 추상화가 피에르 술라주. (1919년~)
- 2023년 - 미국의 영화배우 리처드 몰. (1943년~)
- 2024년 - 일본의 연구자 이즈카 고조. (1931년~)

## 기념일
- 국경일: 1955년 국내법으로 영세중립이 선언된 것을 기념하는 날, 오스트리아

## 같이 보기
- 전날: 10월 25일 다음날: 10월 27일 - 전달: 9월 26일 다음달: 11월 26일
- 음력: 10월 26일
- 모두 보기